# ジェフ・ローソン (デザイナー)
ジェフ・ローソン（Geoff Lawson 、1944年 - 1999年6月）は、イギリスのカーデザイナーである。1989年から死去するまでジャガーのデザイン・ディレクターを務めたことで知られる。妻と2人の子供を残し、1999年6月に死去した。後任はイアン・カラムが引き継いだ。

## 来歴
ローソンは1944年にイングランドのレスターで生まれ、レスター・カレッジ・オブ・アート (Leicester College of Art) でデザインを学んだ後ロンドンのロイヤル・カレッジ・オブ・アート (RCA) に進み、家具デザインの分野で修士号を取得した。アメリカ車、拳銃と射撃、模型製作、ギター演奏とギターのデザイン、マウンテンバイク、抽象芸術と彫刻といった多趣味かつ多方面に興味の対象を持つ人物であった。

## 職歴

### ゼネラルモーターズ
RCAを卒業後にローソンはゼネラルモーターズのイギリスでの子会社であるボクスホール社に入社し、そこで数多くの乗用車と商用車のデザインに携わった。手がけた作品の中には多くのヨーロッパやアメリカ合衆国のプロジェクトも含まれ、チーフデザイナーの地位まで昇進した。

### ジャガー
1984年にローソンはジャガーにスタイリング・ディレクターとして入社し、そこで最も知られ、最も影響を与えた作品を生み出した。ローソンが入社した当時のジャガーは長い怠惰の期間を経て資金の流出とそのデザインと造りの良さへの高い評価を深刻に失いつつあり、1989年にはフォード・モーター傘下に入らざるを得なくなっていた。ジャガーに在籍した15年の間にローソンは1992年のXJ220、1995年のXJ (X-300) 、1996年のXK、1998年のS-タイプといった全てのジャガー車の造形を監督した。死去する前には2001年のX-タイプと全く新しいアルミニウム製ボディを持つ2004年のXJ (X-350) の監修も担当していた。ローソンはジャガー社の商業市場での復活に重要な役割を果たした。在籍最後の10年で社は死に体の状態から販売記録を樹立するまでとなり、高い品質に対する新たな評価を生み出した。この復活劇は親会社のフォードと当時のジャガーの会長ヴォルフガング・ライツレ (Wolfgang Reitzle) にジャガーがアウディ、BMW、メルセデス・ベンツと並ぶ主要な高級車メーカーになれることを確信させて野心的な販売目標を立てさせた。

## 遺産
ローソンはジャガー時代の作品で様々な賞を授与され、ジャガーのデザイン部門の拠点であるウィットレー・エンジニアリング・センター (Whitley Engineering Centre) の大幅な拡充に寄与した。2000年6月にジャガーはローソンを記念してコヴェントリーのウィットレーに将来のジャガーのコンセプトカーの製作を担当するジェフ・ローソン・スタジオを開設した。これに加えてジャガーは自社におけるローソンの業績を顕彰してRCAに「ジェフ・ローソン・ジャガー奨学金」 (The Geoff Lawson Jaguar Scholarship) の基金を寄付した。

## 代表作品
- 1992年：ジャガー・XJ220
- 1995年：ジャガー・XJ (X-300)
- 1996年：ジャガー・XK
- 1998年：ジャガー・Sタイプ
- 2001年：ジャガー・Xタイプ
- 2004年：ジャガー・XJ (X-350)

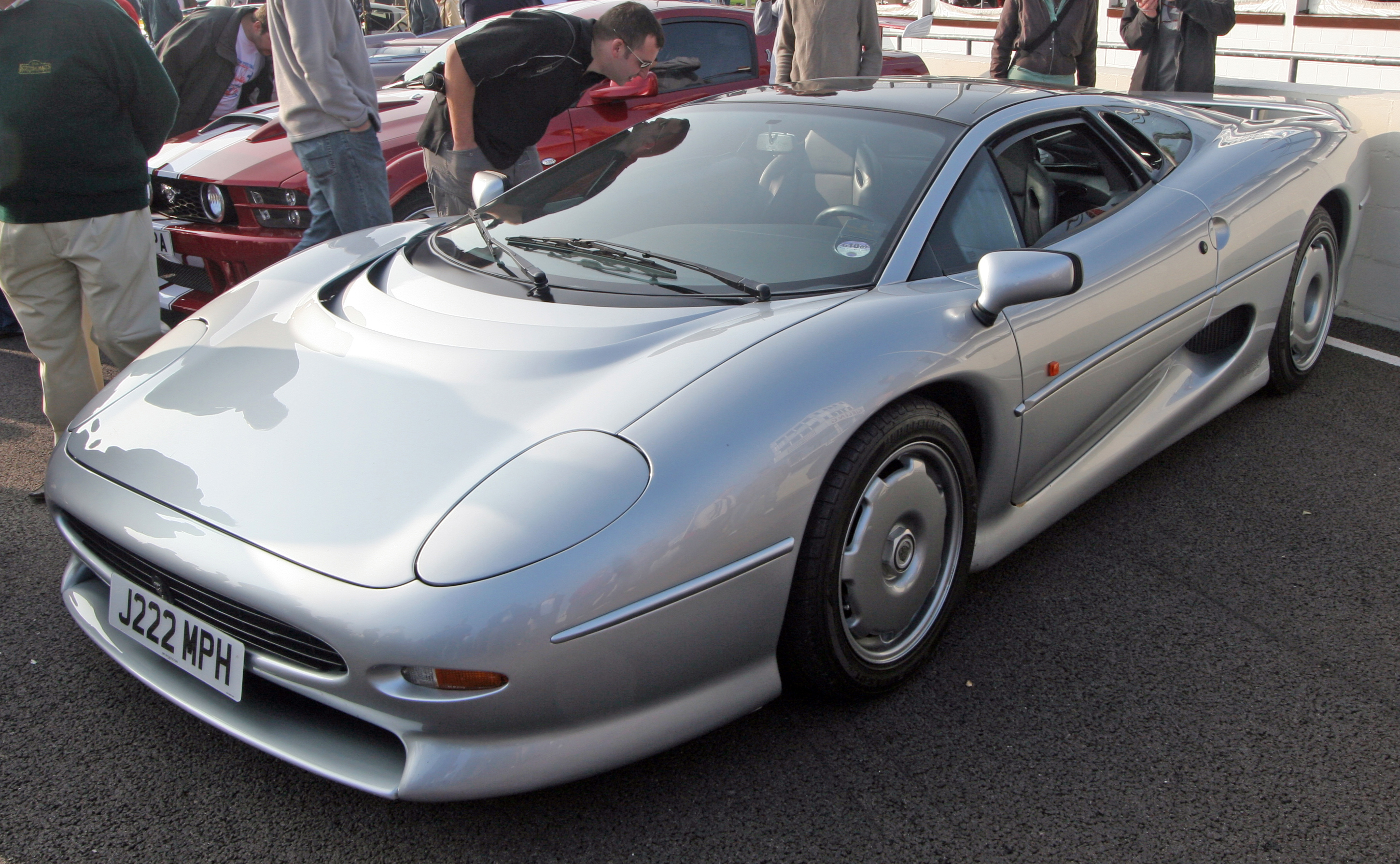
ジャガー・XJ220
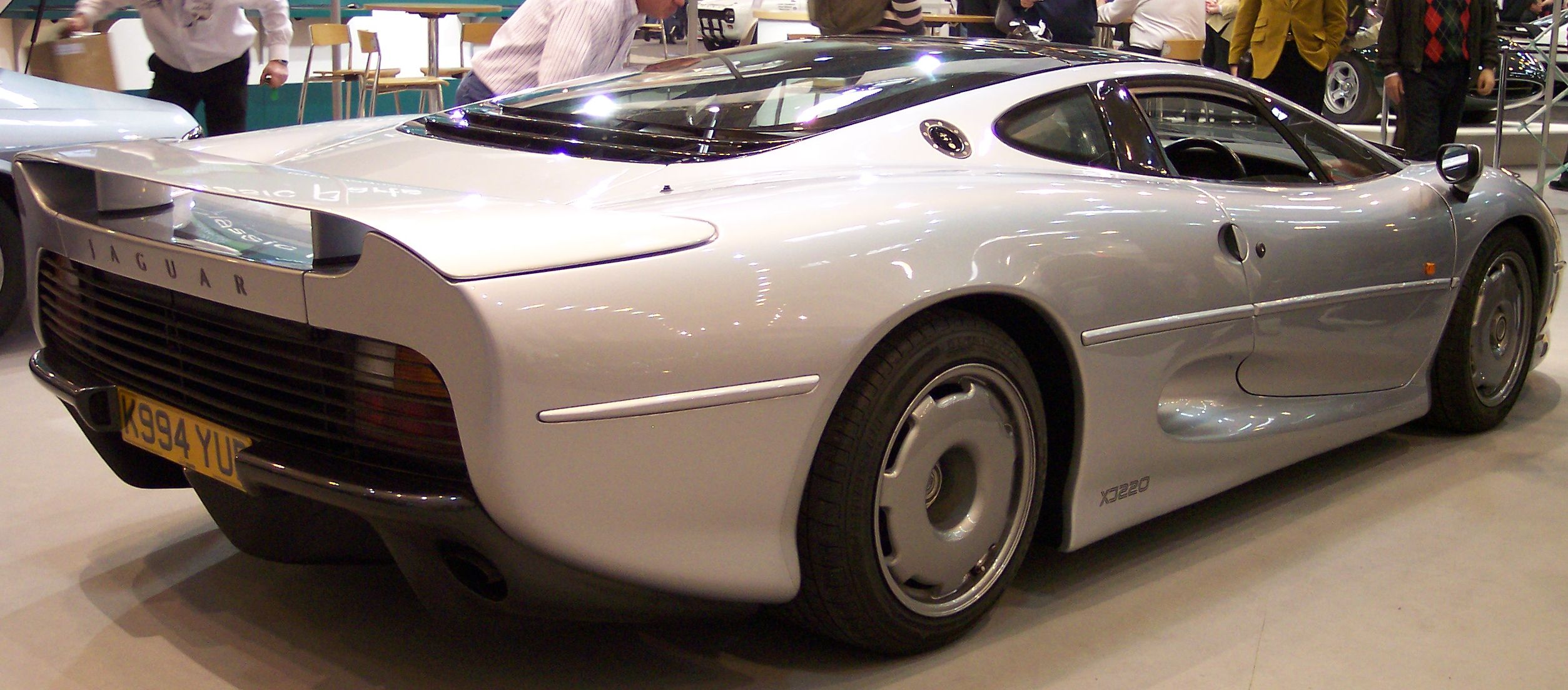
ジャガー・XJ220
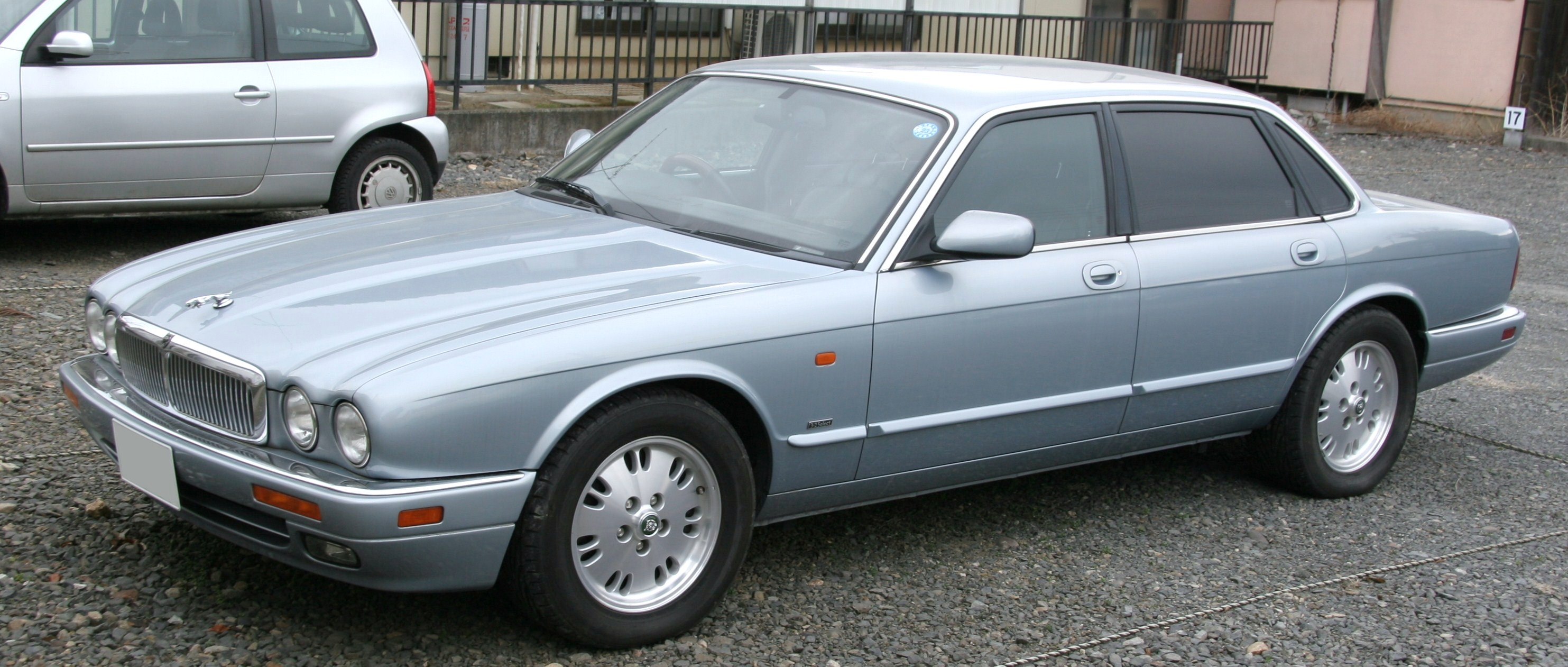
ジャガー・XJ (X-300)
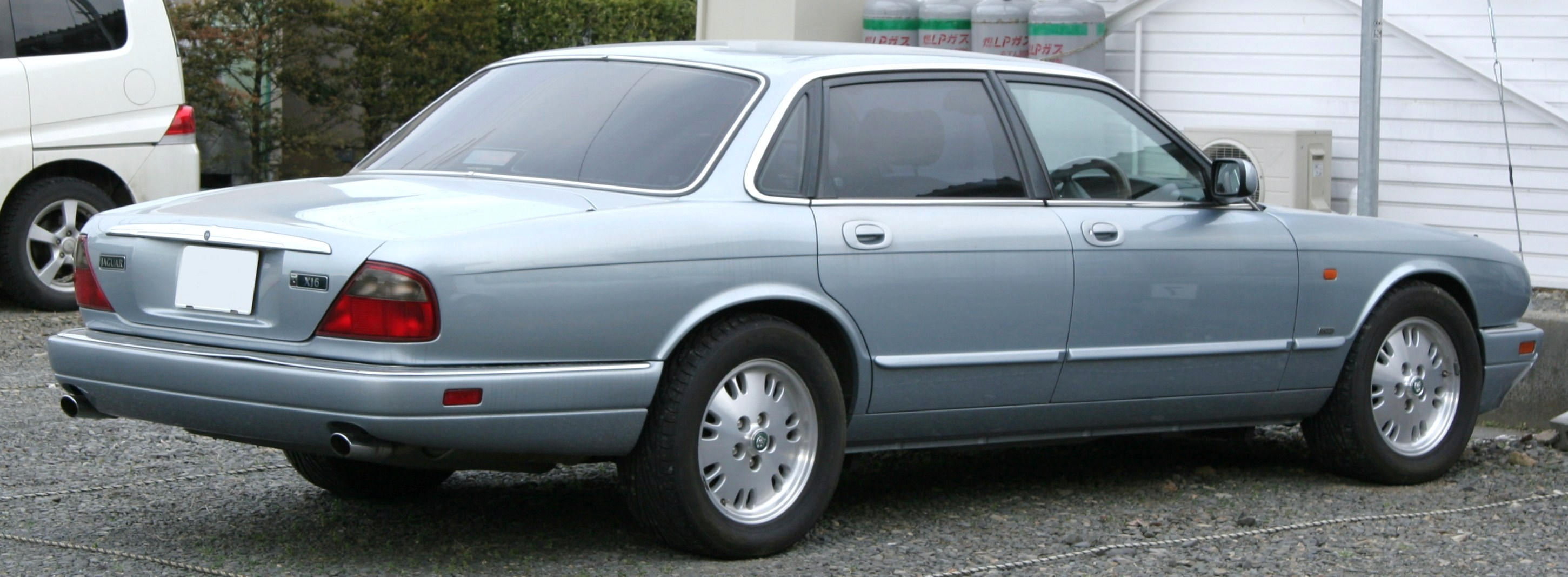
ジャガー・XJ (X-300)
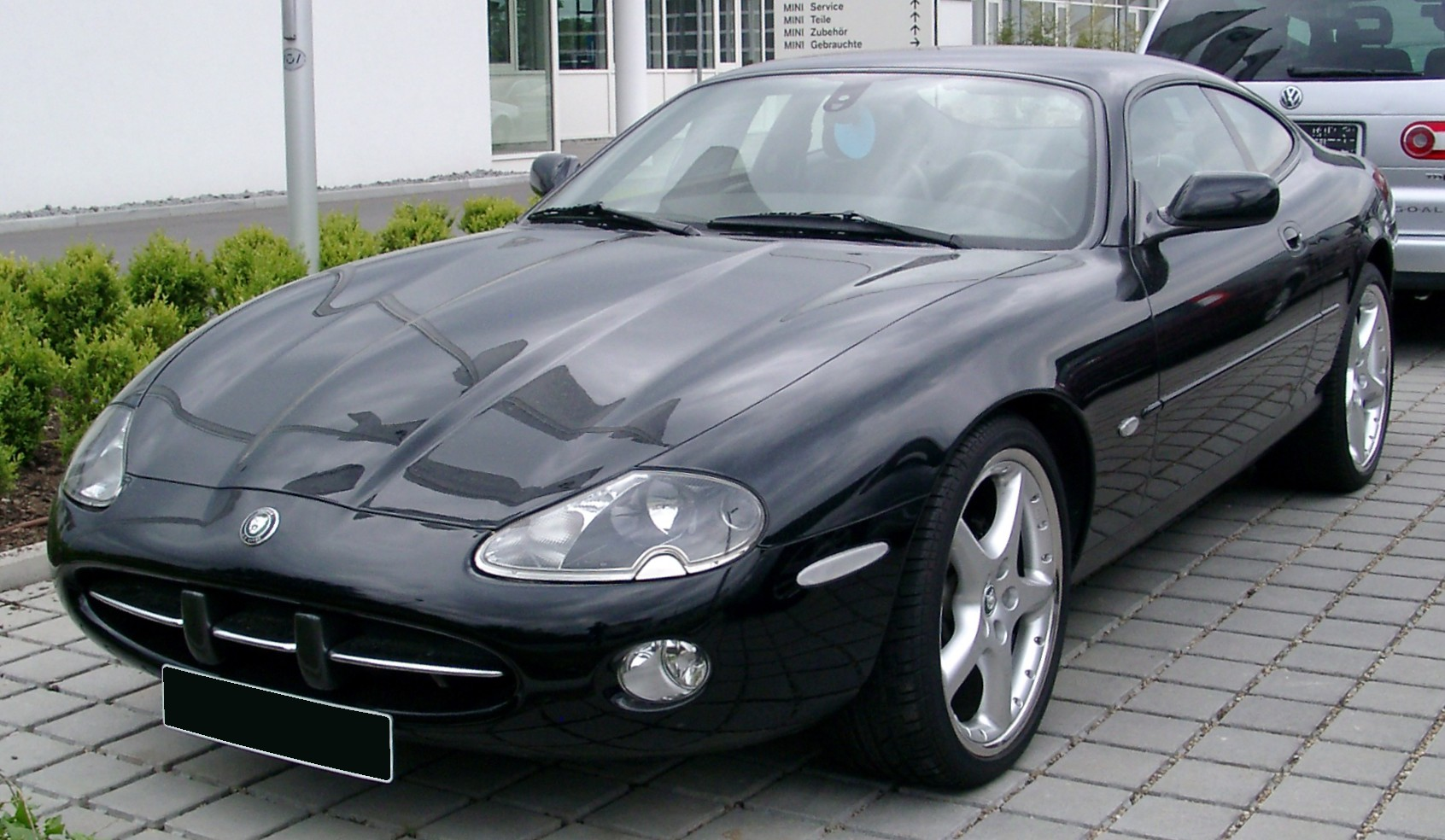
ジャガー・XK
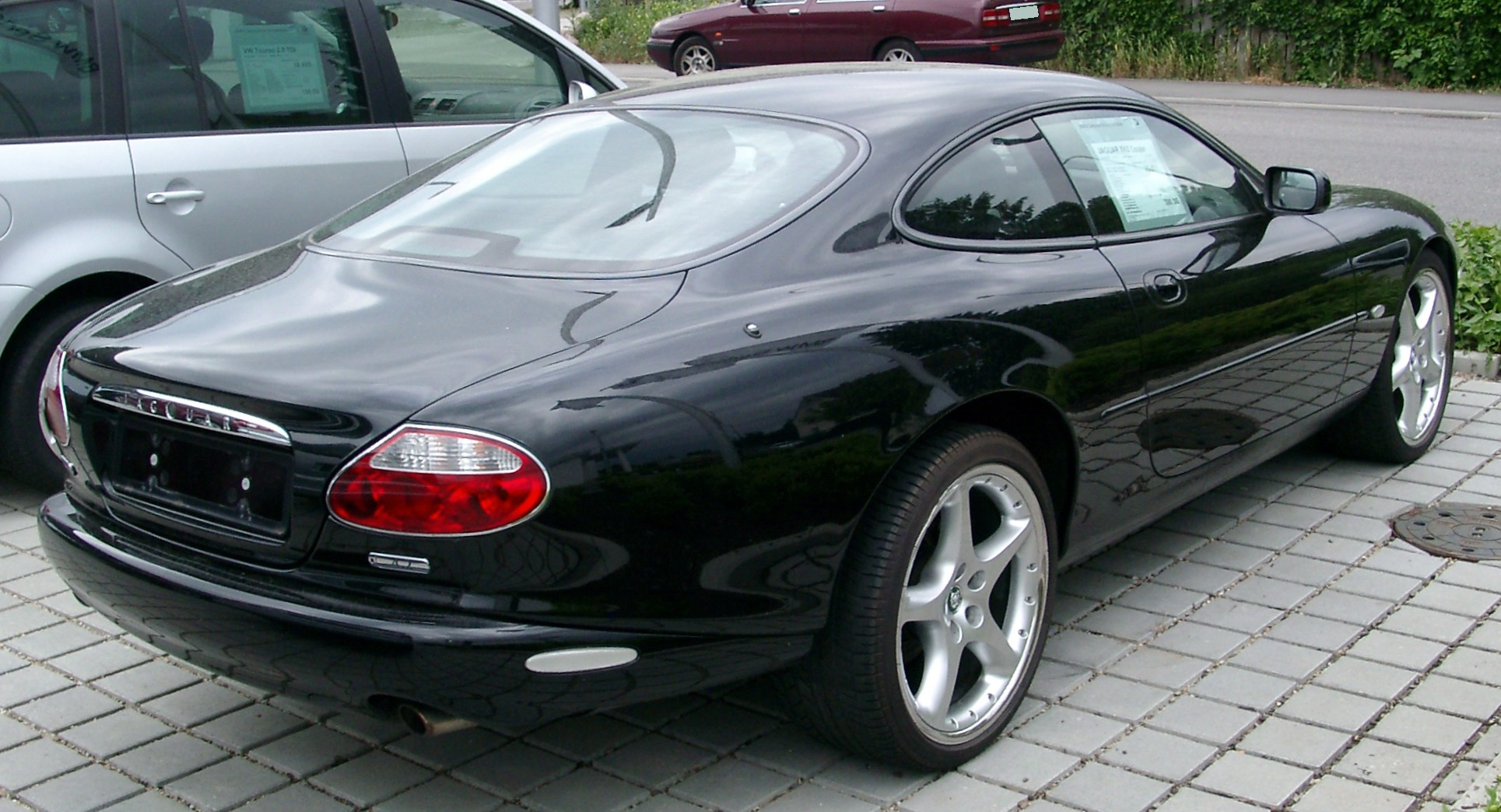
ジャガー・XK
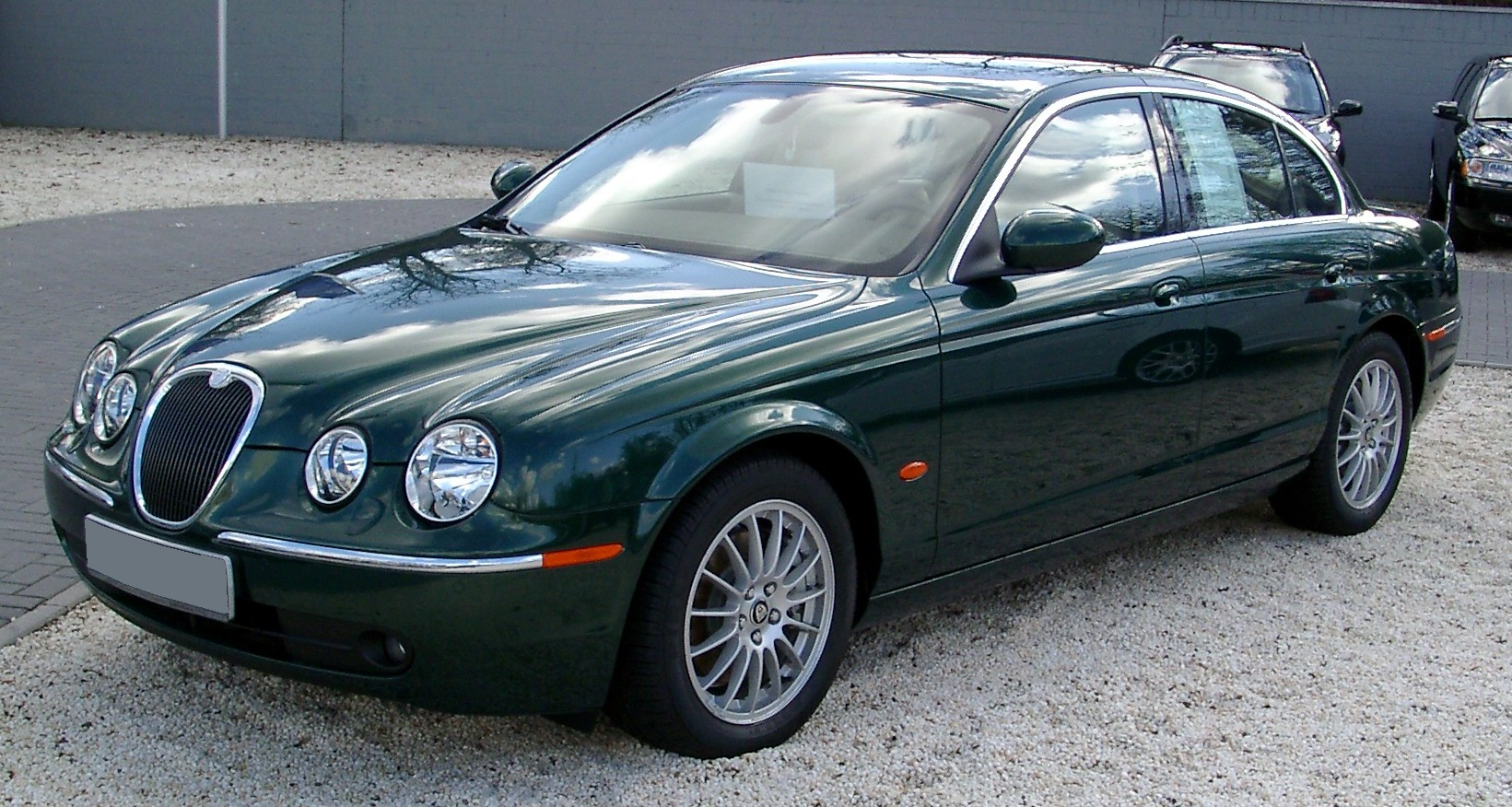
ジャガー・Sタイプ
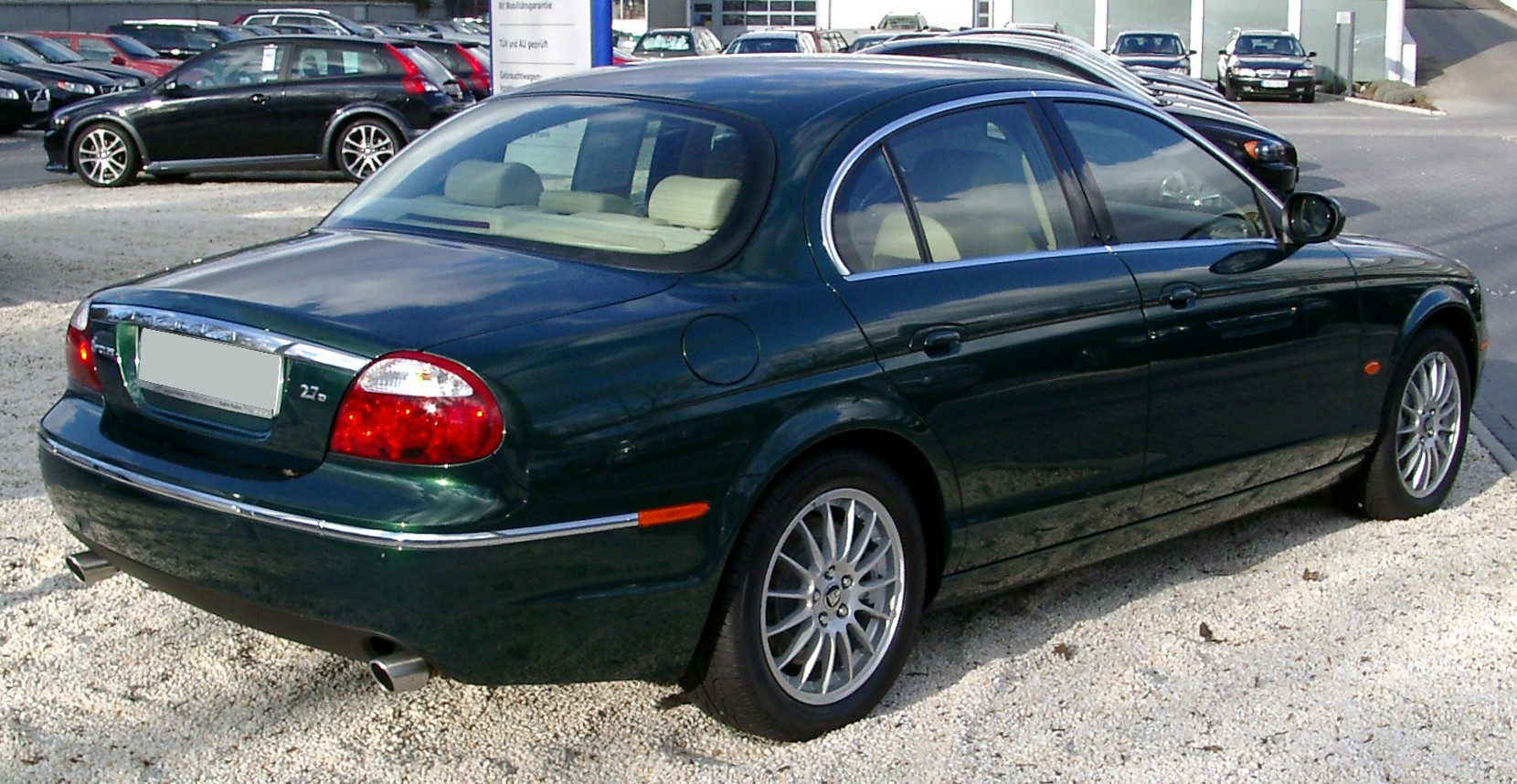
ジャガー・Sタイプ
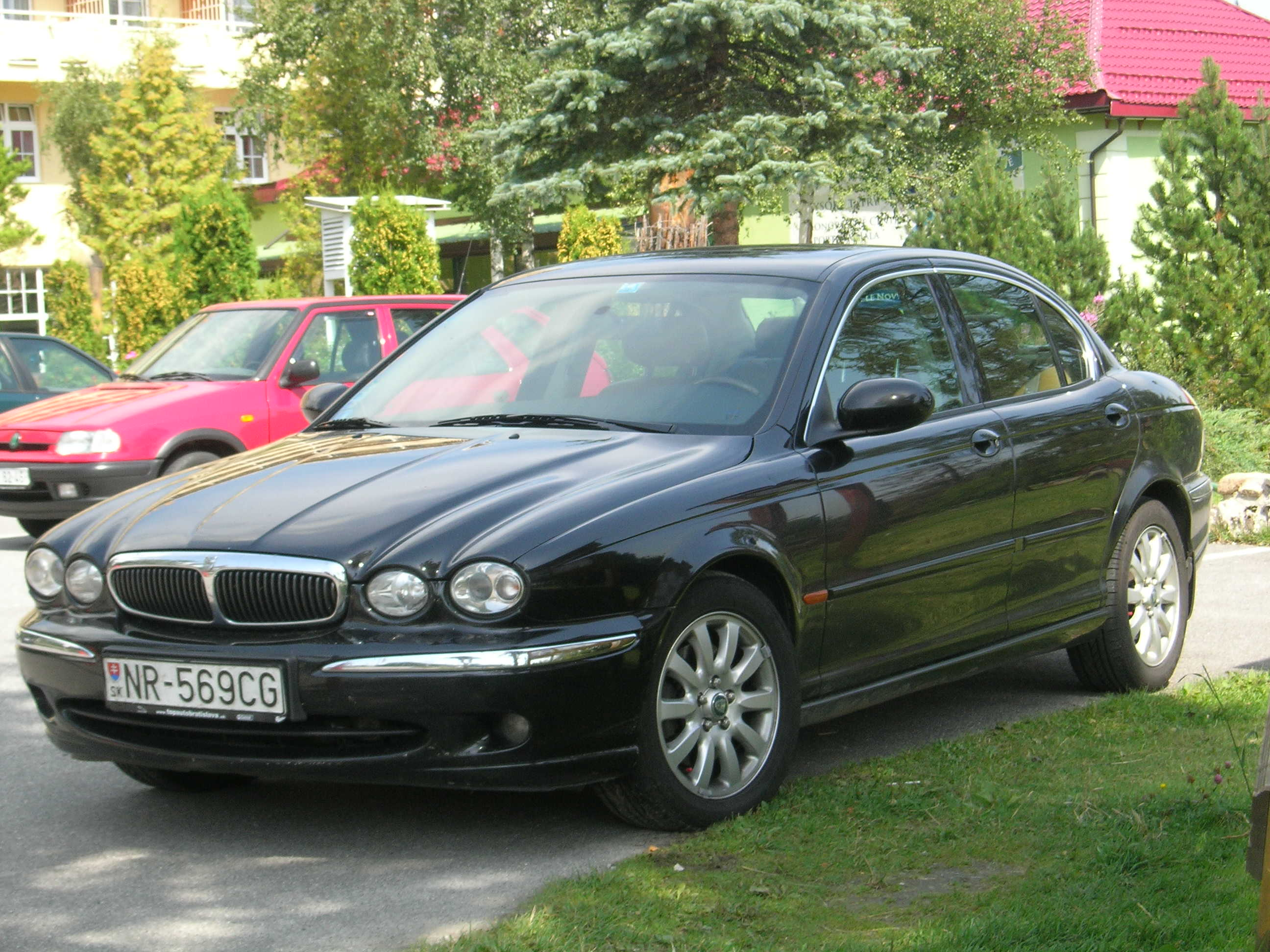
ジャガー・Xタイプ
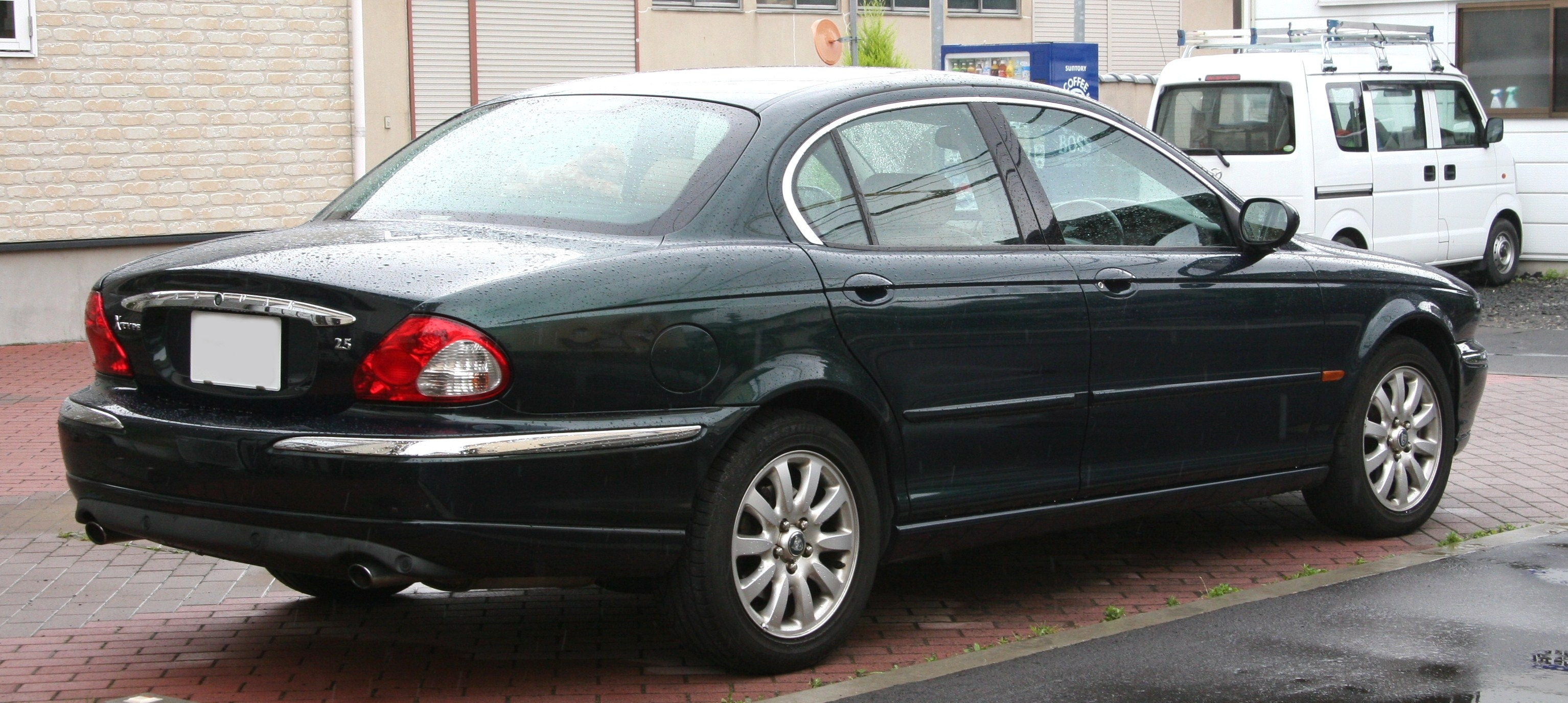
ジャガー・Xタイプ
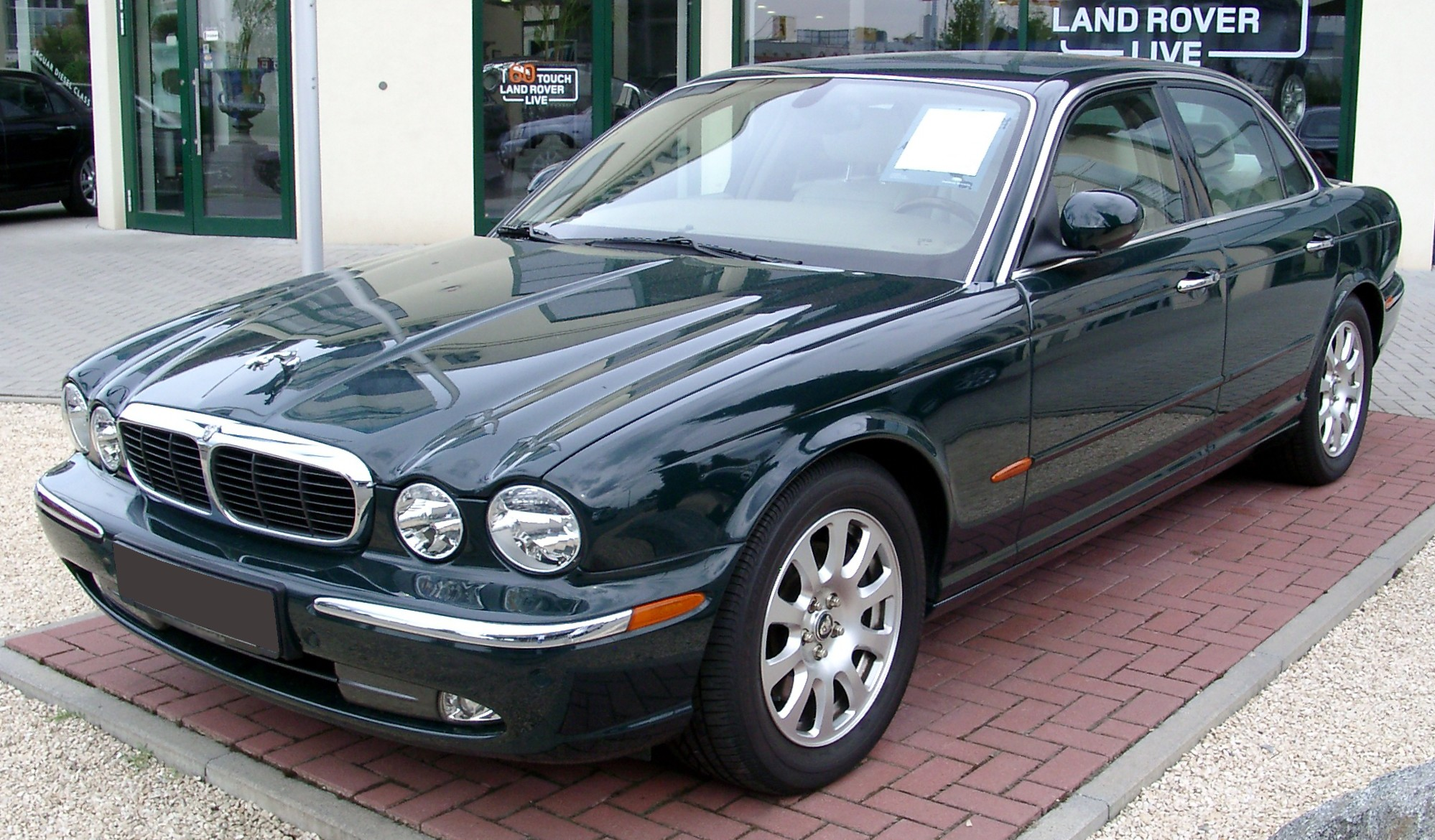
ジャガー・XJ (X-350)
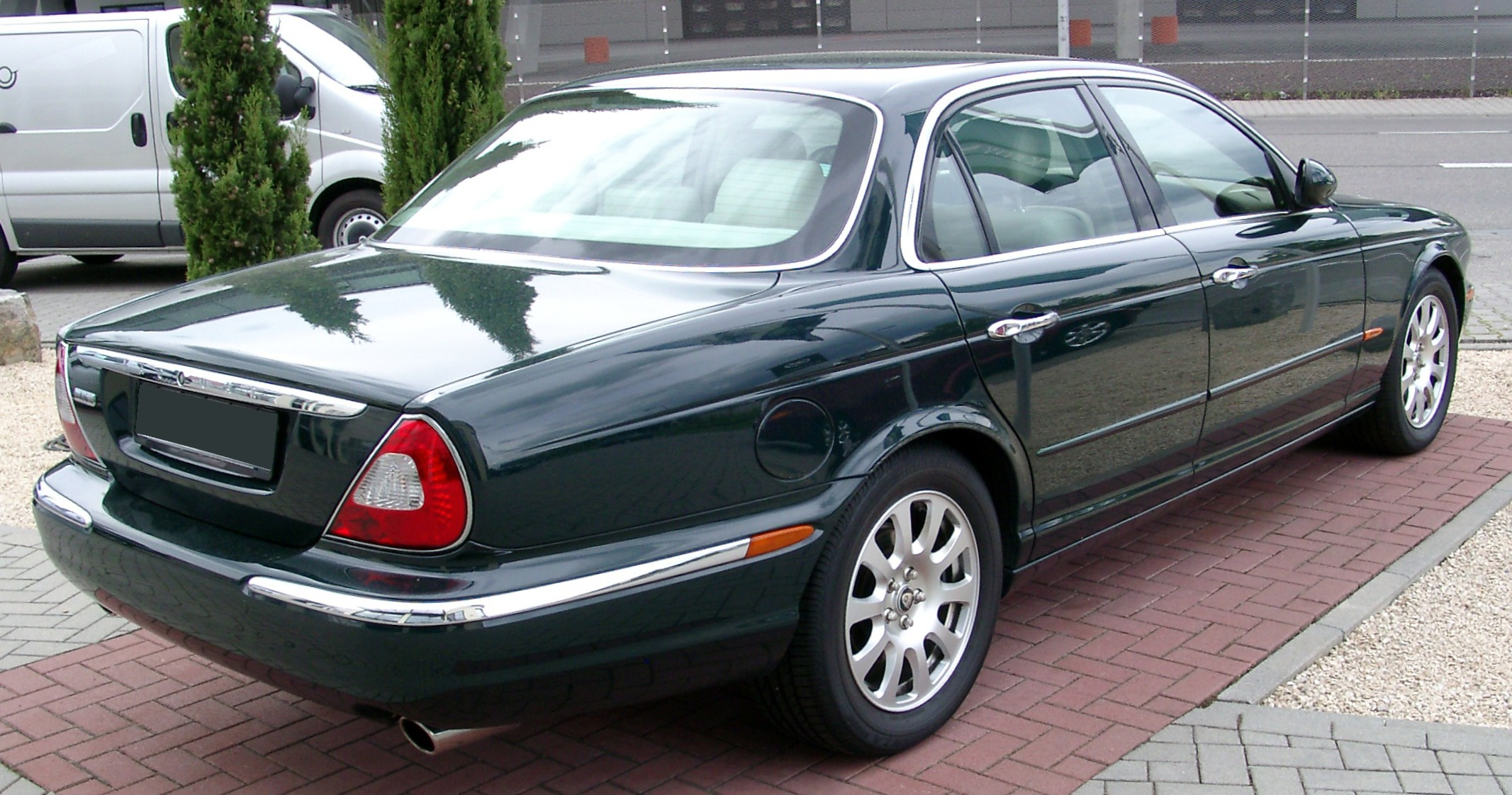
ジャガー・XJ (X-350)